# Jaroslav Tetiva
Jaroslav Tetiva (* 4. Februar 1932 in Chomutov; † 2021) war ein tschechoslowakischer Basketballspieler.

## Biografie
Jaroslav Tetiva begann seine Karriere beim Spartak ZJŠ Brno. 1953 wechselte er zum ÚDA Prag. Mit diesem gewann er von 1954 bis 1956 drei Mal in Folge die Tschechoslowakische Meisterschaft. 1956 wechselte Tetiva zum Slovan Orbis Prag, mit dem er in seiner ersten Saison erneut die Landesmeisterschaft gewinnen konnte. Ein Jahr später misslang jedoch die Titelverteidigung und der Klub wurde Vizemeister. 1959 konnte Tetiva dann mit Slovan Orbis Prag seinen fünften Meistertitel gewinnen. 1960 erreichte die Mannschaft um Tetiva das Halbfinale im FIBA Europapokal der Landesmeister.
Mit der Tschechoslowakischen Nationalmannschaft nahm er an den Olympischen Spielen 1952 in Helsinki und Olympischen Spielen 1960 in Rom teil. Bei der Europameisterschaft 1955 und 1959| gewann Tetiva mit der Nationalmannschaft die Silbermedaille und 1957 Bronze. Insgesamt bestritt er von 1952 bis 1963 176 Länderspiele für die Tschechoslowakei.
2001 belegte er bei einer Umfrage zu den besten tschechischen Basketballspielern des 20. Jahrhunderts den 23. Platz. 2006 wurde er in die Hall of Fame des Tschechischen Basketballverbandes aufgenommen.
Sein Bruder Jiří war ebenfalls Basketballnationalspieler.